# In the Club
In the Club (dall'inglese: Nel club) è un singolo del cantante svedese Danny Saucedo, pubblicato il 4 marzo 2011 da Artisthuset e parte dell'omonimo album pubblicato l'11 marzo successivo.

## Classifiche
| Classifica (2011) | Posizione massima |
| ----------------- | ----------------- |
| Svezia            | 2                 |